# 10340 Jostjahn
10340 Jostjahn eller 1991 RT40 är en asteroid i huvudbältet som upptäcktes den 10 september 1991 av den tyske astronomen Freimut Börngen vid Tautenburg-observatoriet. Den är uppkallad efter den tyske astronomen Jost Jahn.
Asteroiden har en diameter på ungefär 7 kilometer och den tillhör asteroidgruppen Koronis.